# Лукувець (Мінський повіт)
Лукувець (пол. Łukówiec) — село в Польщі, у гміні Мрози Мінського повіту Мазовецького воєводства.
Населення — 304 особи (2011).
У 1975-1998 роках село належало до Седлецького воєводства.

## Демографія
Демографічна структура станом на 31 березня 2011 року:
|          | Загалом | Допрацездатний вік | Працездатний вік | Постпрацездатний вік |
| -------- | ------- | ------------------ | ---------------- | -------------------- |
| Чоловіки | 158     | 29                 | 106              | 23                   |
| Жінки    | 146     | 21                 | 83               | 42                   |
| Разом    | 304     | 50                 | 189              | 65                   |